# Série 84 SNCB
La série 84 est une série de locomotives diesel de manœuvre de la SNCB de la première génération, inspirées par le type V36 allemand.

## Historique

### Construction
Après la Seconde Guerre mondiale, les moyens de traction à la SNCB sont composés d'une majorité de locomotives à vapeur ayant survécu au conflit, notamment le Type 53, utilisé pour les manœuvres. Il est rapidement évident que la traction diesel représente un gain important de productivité, et dès 1953, après la commande des premières motrices de ligne, des locomotives de manœuvres sont commandées. 
Trois séries de 25 machines à trois essieux sont fournies par l'industrie nationale. Les moteurs sont produits par trois sociétés différentes : 
- ABC pour le type 250 (future Série 84) dont Baume et marpent construisit les caisses
- SEM pour le type 252 (future Série 85) dont FUF (Haine St Pierre) construisit les caisses
- Cockerill (qui construira aussi les caisses) pour le type 253 (future Série 83)

En 1962, 35 machines supplémentaires du type 250 sont produites par les Ateliers Belges Réunis.
En 1970, après la renumérotation à 4 chiffres du parc de traction, la Série 84 reprend les 60 éléments du type 250 et les 10 dernières du type 252 qui furent équipées d'un moteur ABC de la même famille et avaient été construites avec une caisse très proche de la Série 84.

### Réforme
En 1994, la première sous-série de 25 motrices est radiée. La seconde sous série est versée au service de l'infrastructure pour assurer la remorque des trains de travaux. les 10 dernières motrices seront réformées, avec les machines de la série 85, au début des années 2000, à l'occasion de la livraison de la série 77. 
Deux motrices de l'infrastructure survivront aux ateliers de Charleroi et d'Anvers nord jusqu'en 2005 comme "gros outillages" (services internes de l'atelier). 

## Exemplaires préservés
Trois exemplaires sont préservés par des associations :

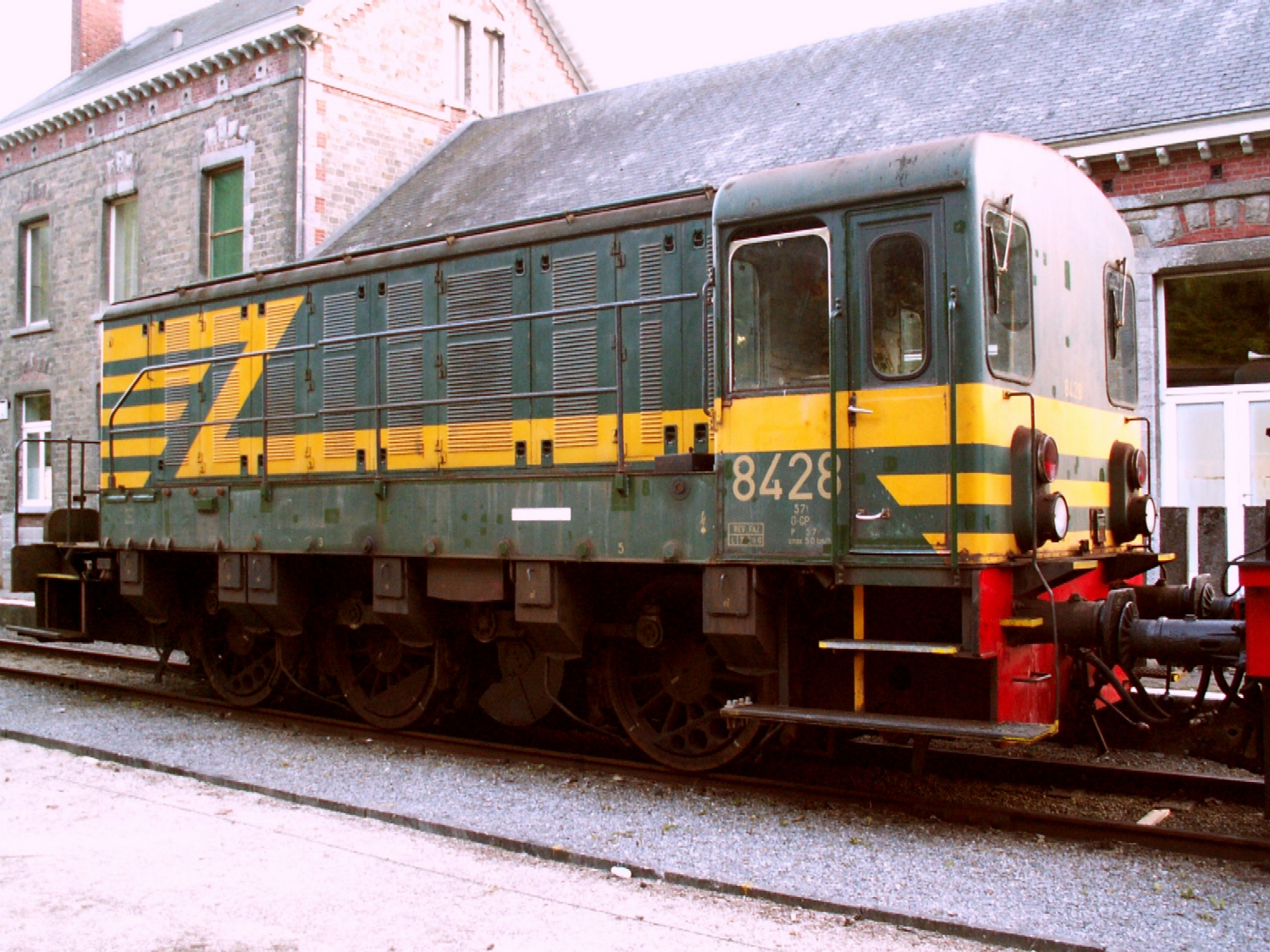
La locomotive de manœuvre 8428 ex SNCB attend son service à Spontin sur le C.F. Bocq.

- La 8428 par le PFT
- La 8463 par le SDP.
- La 8467 par le SDP.